# Загублені в снігах: Історія Джима та Дженніфер Столпа (телефільм)
«Загублені в снігах: Історія Джима та Дженніфер Столпа» (англ. Snowbound: The Jim and Jennifer Stolpa Story) — американський телевізійний драматичний фільм Крістіана Дюгея, заснований на реальних подіях. Реліз стрічки відбувся 4 січня 1994 у США.

## Сюжет
Рядовий Джим Столпа (Ніл Патрік Гарріс) вирушає на похорон своєї бабусі напередодні новорічних свят зі своєю дружиною Дженніфер (Келлі Вільямс) та немовлям. Поїздка була необхідна, бо мати втратила батька Джима, не встигнувши з ним попрощатися і їй важко пережити таку ж втрату знову. В день відправлення почалась буря, родичи спробували відмовити молоду сім'ю від подорожі та все ж таки вони їдуть. Дорога виявляється важкою, вони застрягають у незнайомій сніговій пустелі та з того часу починається їхня боротьба за життя.

## У ролях
| Актор             | Роль                             |
| ----------------- | -------------------------------- |
| Ніл Патрік Гарріс | Джим Столпа                      |
| Келлі Вільямс     | Дженніфер Столпа                 |
| Сьюзан Кларк      | мати Джима                       |
| Майкл Гросс       | відчим Джима                     |
| Річард Кокс       | Джейсон, молодший брат Дженніфер |

## Сприйняття
Фільм отримав позитивні відгуки від глядачів: на сайті Rotten Tomatoes його оцінка становить 72 % з середньою оцінкою 3,9/5 на основі 273 голосів. Йому зараховано «попкорн».

## Основа фільму
29 грудня 1992 двадцятиоднорічний Джеймс Столпа, його двадцятирічна дружина Дженніфер та їхній п'ятимісячний син вирушили на похорони з Гейварда в Айдахо. Дорога через Сьєрра-Неваду була закрита через негоду. Вони їдуть іншим шляхом та застрягають в снігу. Чотири дні родина провела в машині, недочекавшись допомоги вони йдуть пішки 16 миль. Знесилену дружину з немовлям він залишає в печері. Джеймс знаходить допомогу, пройшовши ще два дні через високий сніг. У маленького Клейтона не було знайдено серйозних загроз для життя, а його батьки через обмороження втратили частини ступней.